# Templomépítő
Templomépítő papok, lelkipásztorok
Szinte mindegyik helyi egyházközösségnek megvan az arra utaló adata, hogy mikor, melyik lelkész/plébános ideje alatt épült a temploma. Ebben a szócikkben ezen jeles embereknek a felsorolása következik, remélhetőleg egyre több bejegyzéssel.

## Dokumentált templomépítők

### Benkő János – Málnás
1856 | Málnáson, az elenyészett , lepusztult, régi református templom helyére  Benkő János, a helyi lelkész és Málnási Zsigmond számadó gondnok ösztönzésére 1853 márciusában a régi templom lebontását és egy új, nagyobb megépítését határozta el a presbitérium. Az egyházközség erdejének egy részét betáblázták Kis Gábor és Vitályos Gábor nevére, majd a tőlük kapott kölcsönből kezdték meg a munkát. A munkálatokra helyi, vagy környékbeli mestereket kértek fel. 1854 júniusában 36 szekér egy héten át hordta a közeli kőfejtőből, a sepsibükszádi bányából a falakhoz szükséges köveket. Bádogból viotorlát és gombot Kátai Zsigmond helyi tanító adományozott. A nyílászárókat, az Úrasztalát, a szószékkoronát, a mózesszéket és a padokat Szígyártó József bodoki harangozó és asztalosmester 1856 tavaszára készítette el, három évre rá már az orgona is elkészült. Az új templom Benkő János vezetésével 3 év alatt épült fel, 1856-ban szentelték fel.

### Erőss Sándor – Darány
1833 | A darányi református templom építtetője Erőss Sándor lelkész (1796. március 15. – 1858. február 11.) A templom alapkőletételére 1831. június 11-én került sor, az elkészült templomot 1833. augusztus 18-án szentelték fel. Az ünnepségen részt vett Széchenyi gróf is, és feljegyezték, hogy annyi vendég érkezett a jeles alkalomra, hogy a darányi híveknek kinn kellett maradnia. A templom ma is a Dunántúl egyik legnagyobb református temploma.

### Joó Sándor – Pasarét
1939 | Joó Sándor (1910. február 17. – 1970- július 3.) 1938-tól haláláig Pasarét lelkipásztora volt. Szolgálata alatt szerveződött önálló egyházközséggé a gyülekezet; elnöktársa, főgondnoka, barátja, dr. Szabó Mihály támogatása mellett épült fel a templom, mely az ország egyetlen Bauhaus stílusú protestáns temploma. A templom alapkőletételére 1938 novemberében került sor, és mindössze hét hónap alatt, 1939 júniusára készült el, amikor Ravasz László püspök felszentelte.

### Varjú Sándor – Palást
1898 | Palásthy Pál esztergomi püspök papságának ötvenedik évfordulóján, 1898. július 3-án Paláston felszentelte az általa építtetett román stílusú templomot. A mindössze egy év alatt elkészült, ötvenezer forintba került templom plébánosa Varjú Sándor volt.